# هاري ديولف
هاري ديولف هو ضابط بحري كندي، ولد في 26 يونيو 1903 في Bedford, Nova Scotia ‏ في كندا، وتوفي في 18 ديسمبر 2000 في أوتاوا في كندا.